# Cmentarz żydowski w Ulanowie

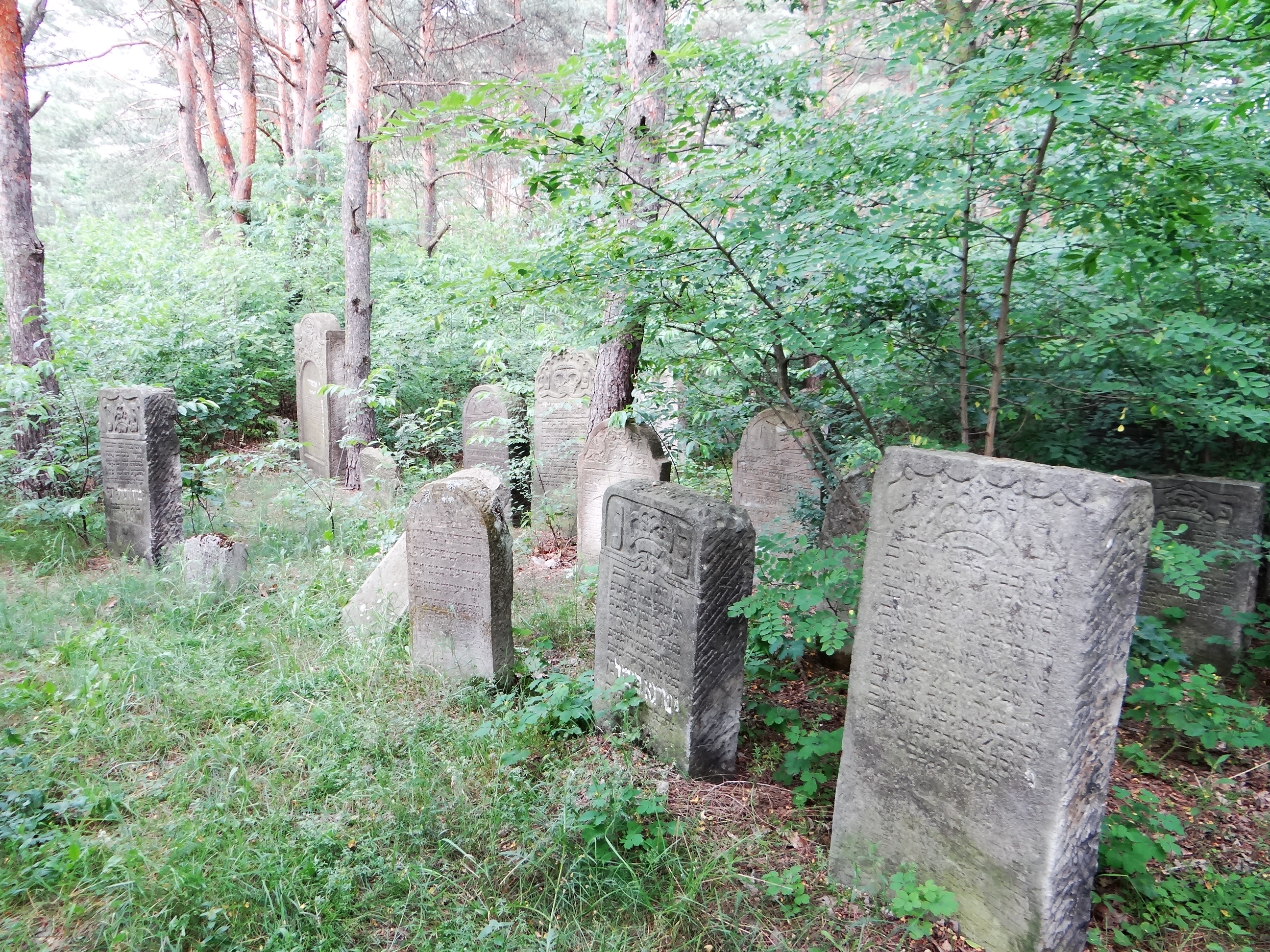
Macewy na cmentarzu żydowskim w Ulanowie, 2012

Cmentarz żydowski w Ulanowie – został założony około 1700 roku i zajmuje powierzchnię 1 ha na której zachowało się około stu pięćdziesięciu nagrobków spośród których najstarszy pochodzi z 1825 roku i kryje szczątki Aarona Josefa. Napisy są w języku hebrajskim i polskim. W 1984 roku cmentarz został uznany za zabytek i objęty ochroną prawną.